# 도널드 러브
도널드 앨리스터 러브(영어: Donald Alistair Love, 1994년 12월 2일 ~ )는 스코틀랜드의 축구 선수이다. 현재 소속팀은 솔퍼드 시티이며, 포지션은 풀백이다. 2016년 2월 13일 선덜랜드와의 원정 경기에서 데뷔전을 가졌다.